# ۱۴۲۵ (میلادی)
۱۴۲۵ (میلادی) هزار و چهارصد و بیست و پنجمین سال تقویم میلادی است.

## درگذشتگان
- ۲۹ مه - هونگ‌شی، چهارمین امپراتور دودمان مینگ در چین
- ۲۱ ژوئیه - مانوئل دوم، امپراتور بیزانس (ت. ۱۳۵۰)

‎